# وسائط نقل مشتركة

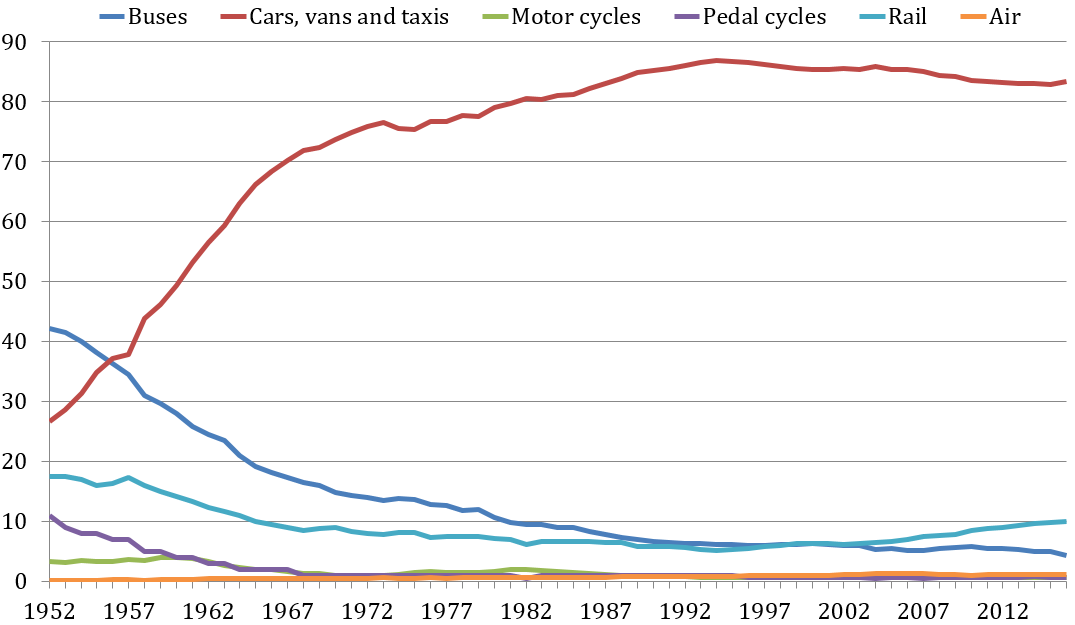

وسائط النقل المشتركة هو مصطلح يصف كيفية استخدام كثير من الناس أشكال بديلة للنقل. كثيراُ ما تستخدم للدلالة على نسبة الأشخاص الذين يستخدمون السيارات الخاصة في مقابل نسبة استخدام وسائل النقل العمومي.